# Teresa Vogl
Teresa Vogl (* 1983 in St. Pölten) ist eine österreichische Radio- und Fernsehmoderatorin.

## Leben
Teresa Vogl wuchs in Neulengbach auf und besuchte das Mary Ward Privatgymnasium und Oberstufenrealgymnasium St. Pölten. Sie lernte acht Jahre lang Klavier, absolvierte eine klassische Gesangsausbildung und sang unter anderem im Jugendensemble und Domchor der Dommusik St. Pölten. Nach der Matura studierte sie Germanistik, Romanistik und Musikwissenschaft an der Universität Wien und in Paris. 
Weiters begann sie ein Studium für Operngesang an der Universität für Musik und darstellende Kunst, Wien.
Während des Studiums war sie mehrere Jahre Komparsin an der Wiener Staatsoper. Ihre Diplomarbeit schrieb sie 2012 zum Thema Die Österreichkritik im Kabarettlied Georg Kreislers.
2010 begann sie in der Musikredaktion von Österreich 1, wo sie Musiksendungen wie Ö1 bis zwei, Apropos Kammermusik, Spielräume, Radiokolleg – die Musikviertelstunde gestaltete und moderierte. Auf Ö1 moderiert sie weiterhin monatlich die Sendung Pasticcio, außerdem präsentiert sie Live-Übertragungen aus dem Radiokulturhaus wie die Klassische Verführung mit dem ORF Radio-Symphonieorchester Wien.
Seit 2016 ist sie als Redakteurin und Moderatorin in der TV-Kultur des ORF tätig, wo sie unter anderem die ORF-Matinee an Feiertagen und Sonntagvormittagen sowie die Reihe Kultur aus der Vogl-Perspektive im Rahmen der Vorabendsendung Studio 2 präsentiert, außerdem die Kinderserie Rolf Rüdiger entdeckt die Musik sowie die Musik-Talkshow Reden in der Eden und Live-Übertragungen wie Klassik am Dom oder von den Seefestspielen Mörbisch.
Im Februar 2020 übernahm sie in Nachfolge von Barbara Rett für den ORF die Präsentation des Wiener Opernballs neben Mirjam Weichselbraun und Alfons Haider. Im September 2020 moderierte sie die ORF-Fernsehübertragung des Sommernachtskonzerts der Wiener Philharmoniker. Das Neujahrskonzert der Wiener Philharmoniker 2023 wurde in Nachfolge von Barbara Rett von Teresa Vogl präsentiert. Zudem gehörte sie zum Moderatorenteam im ORF beim Wiener Opernball 2023 und 2024. Im Oktober 2024 präsentierte sie gemeinsam mit Michael Ostrowski die ORF2-Sendung 100 Jahre Radio – Die Show.
Vogl ist mit einem Organisten verheiratet und Mutter einer Tochter.